# Præsidentvalget i USA 1968
Præsidentvalget i USA 1968 var det 46. præsidentvalg i USA's historie.
Valget blev afholdt den 5. november 1968. Den republikanske kandidat, tidligere vicepræsident Richard Nixon slog den demokratiske kandidat, siddende vicepræsident Hubert Humphrey og kandidaten fra partiet 'American Independant Party', guvernør George Wallace.
Den siddende præsident Lyndon B. Johnson var først blevet valgt som den demokratiske nominerede til valget, men han trak sig efter at han kun vandt meget snævert i primærvalget i New Hampshire. Eugene McCarthy, Robert F. Kennedy og Humphrey trådte alle 3 til som mulige kandidater ved det demokratiske konvent. Men da Kennedy samme år blev myrdet vandt Humphrey.
Nixon blev republikanernes nominerede efter at have slået blandt andet at have slået Nelson Rockefeller og Ronald Reagan.
Alabamas guvernør George Wallace stillede op som præsident for partiet 'American Independant Party', og ens af hans vigtigste mærkesager var raceadskillelsen.

Valgåret 1968 var meget tumult. Det markerede blandt andet mordet på borgerrettighedsforkæmperen Martin Luther King Jr. som førte til store uroligheder i hele landet, mordet på senator og præsidentkandidat Robert F. Kennedy, og stor modstand mod Vietnamkrigen.
Nixons kampagne byggede på, at genoprette lov og orden i USA og give nyt lederskab i Vietnamkrigen. Et år efter populariserede han udtrykket "silent majority" for at beskrive dem han betragtede som sine mål-vælgere.
Humphrey lovede at forsætte præsident Johnsons krig mod fattigdom og at støtte borgerrettighedsbævelsen i USA. Hubert Humphrey stod dårligt i meningsmålingerne i August 1968, men halede in på Nixons føring, efter Wallaces kandidatur kollapsede og Johnson suspenderede bombningen i Vietnamkrigen.
 Der er for få eller ingen kildehenvisninger i denne artikel, hvilket er et problem. Du kan hjælpe ved at angive troværdige kilder til de påstande, som fremføres i artiklen.